# Pityrogramma aurantiaca
Pityrogramma aurantiaca är en kantbräkenväxtart som först beskrevs av Georg Hans Emmo Wolfgang Hieronymus, och fick sitt nu gällande namn av Carl Frederik Albert Christensen. Pityrogramma aurantiaca ingår i släktet Pityrogramma och familjen Pteridaceae. Inga underarter finns listade.